# اين توماس
اين توماس (بالإنجليزية: Wayne Thomas) (17 مايو 1979 غلوستر المملكة المتحدة - ) هو لاعب كرة قدم بريطاني يلعب كمدافع.

## روابط خارجية
- اين توماس على موقع قاعدة بيانات كرة القدم.إي يو (الإنجليزية)
- اين توماس على موقع Soccerbase.com (لاعب) (الإنجليزية)
- اين توماس على موقع Soccerway.com (الإنجليزية)
- اين توماس على موقع عالم كرة القدم.نت (الإنجليزية)